# Болестрашичі
Болестрашичі (пол. Bolestraszyce) — село в Польщі, у гміні Журавиця Перемишльського повіту Підкарпатського воєводства. Розташоване на Закерзонні давнє українське село.
Населення — 1701 особа (2011).

## Розташування
Розташоване за 7 км на північний схід від Перемишля і за 4 км на схід від Журавиці. У селі проживає 1700 осіб.

## Історія
Згадується в грамоті 1359 р..
Під час примусової депортації українців у 1944–1945 роках, мешканців села переселено в Україну, зокрема кілька родин оселилося в с. Жнибороди Тернопільської області.
У 1975-1998 роках село належало до Перемишльського воєводства.

## Демографія
Демографічна структура станом на 31 березня 2011 року:
|          | Загалом | Допрацездатний вік | Працездатний вік | Постпрацездатний вік |
| -------- | ------- | ------------------ | ---------------- | -------------------- |
| Чоловіки | 871     | 199                | 583              | 89                   |
| Жінки    | 830     | 171                | 494              | 165                  |
| Разом    | 1701    | 370                | 1077             | 254                  |

## Відомі люди

### Народилися
- Андрух Іван — український військово-політичний діяч, командир полку Дієвої армії УНР, крайовий командант УВО на Східних Українських Землях.
- Генсьорський Антін — український мовознавець, кандидат філологічних наук.
- о. Володимир Кміцикевич — останній парох с. Подемщина.